# Felixstowe F.4 Fury
Lo Felixstowe F.4 Fury, noto anche come Porte Super-Baby, fu un idrovolante, sviluppato dalla  Seaplane Experimental Station britannica nella seconda metà degli anni dieci del XX secolo e rimasto allo stadio di prototipo (numero di serie N123).  L'aereo fu sviluppato a Felixstowe, ispirato al Curtiss Model T. All'epoca lo F.4 Fury era il più grande idrovolante del mondo, il più grande aereo britannico, e il primo aereo controllato con successo da mezzi servoassistiti. Il programma di volo di prova dimostrò l'idoneità dell'aereo per voli a lunga distanza, tuttavia l'11 agosto 1919 (alla vigilia di un volo pianificato dall'Inghilterra al Sudafrica) andò in stallo e si schiantò in mare dopo il decollo, uccidendo un membro dell'equipaggio e subendo danni irreparabili.

## Storia del progetto
Avviato all'inizio del 1917, il progetto del Felixstowe F.4 Fury, noto anche come Porte Super Baby dal nome del suo progettista, John Cyril Porte, era relativo ed un aereo enorme per gli standard dell'epoca, con un'apertura alare paragonabile ai progetti di idrovolanti monoplano degli anni 1930 del XX secolo. La costruzione fu supervisionata dal Warrant Officer R. Gowing a Felixstowe.

## Descrizione tecnica

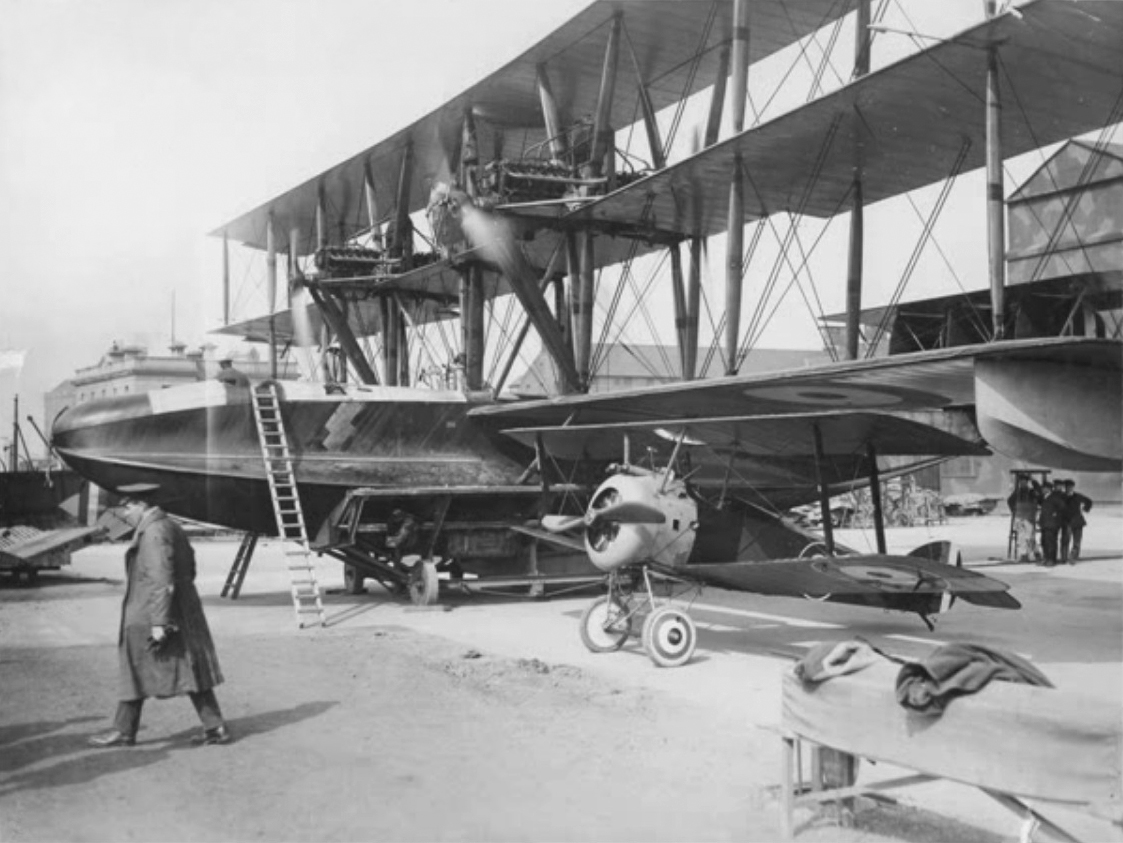
Il Felixstowe F.4 Fury accanto a un caccia Sopwith Camel.

Idrovolante triplano a scafo centrale pentamotore.
Le ali non sfalsate del Fury comprendevano le ali inferiori a 3 vani, montate vicino alla parte superiore dello scafo, e una coppia di ali superiori a 4 vani di maggiore apertura. Tutte erano supportate da coppie di montanti verticali e controventati trasversali diagonali. All'estremità dell'ala inferiore vi erano dei galleggianti stabilizzatori. Oltre alla configurazione alare triplano, il Fury aveva un piano orizzontale biplano con tre timoni, montato su una singola pinna verticale simile al precedente triplano Curtiss Model T. Inizialmente il Fury fu dotato di servomotori per il controllo delle superfici di volo principali, progettati dal maggiore Arthur Quilton Cooper, ma questi furono rimossi in seguito senza compromettere la capacità del pilota di controllare l'aereo. 
Lo scafo, rivestito in diagonale con legno di cedro aveva un fondo a V molto ampio e leggermente concavo con grandi spigoli della fusoliera. Esperimenti sull'effetto di diversi gradini nello scafo furono condotti su un modello nella vasca Froude presso il National Physical Laboratory, prima con uno, poi due e tre, per poi tornare infine a due gradini. Il progetto originale prevedeva tre motori Rolls-Royce Condor da 600 CV (450 kW), ma questi non erano disponibili e al loro posto furono montati cinque motori Rolls-Royce Eagle VII da 334 CV (249 kW). I propulsori erano installati sull'ala centrale e supportati da montanti aggiuntivi, quattro erano sistemati a coppie in tandem (uno trattivo e uno spingente), e uno al centro (spingente). I motori trattivi azionavano eliche quadripala, mentre quelli spingenti bipala. Ad un certo punto i motori furono sostituiti con i più potenti Rolls-Royce Eagle VIII a 12 cilindri a V, raffreddati a liquido, eroganti la potenza di 334 CV (249 kW).

## Impiego operativo
Il velivolo risultava assemblato e fotografato a Felixstowe già il 2 ottobre 1918, ma venne consegnato il 31 ottobre, con il primo volo effettuato l'11 novembre con ai comandi il progettista John Cyril Porte. Concepito per scopi militari e armato con 4 mitragliatrici Lewis, lo F.4 Fury non vide mai il servizi attivo in quanto il suo primo volo avvenne il giorno della firma dell'armistizio di Compiègne. Subito dopo la fine della guerra l'impiego di questo velivolo fu rivolto al mercato civile.
Con l'intensa competizione avviata all'inizio del 1919 per realizzare il primo volo transatlantico, si pianificò di unirsi ad altri team nella gara mandando lo F.4 Fury a Cape Broyle, Terranova. L'intenzione era di effettuare un volo senza scali, tuttavia le dimensioni dell'aereo presentavano un problema poiché non si poteva trovare una nave con una capacità sufficientemente grande per trasportarlo. Tale progetto fu ufficialmente osteggiato per motivi di spesa, nonostante la traversata fosse ben entro le capacità del Fury; la capacità del carburante era pari a 1.500 galloni (6.819 litri). Il 24 aprile 1919 l'aereo, ai comandi del maggiore Hall, effettuò un volo di 7 ore con a bordo 24 passeggeri e 5.000 libbre di zavorra. Volando inizialmente con un peso di progetto di 10.886 kg, Porte fu in grado di decollare in sicurezza dalla baia di Harwich con un peso in sovraccarico di 14.969 kg e l'aereo si comportò bene in entrambi i limiti di peso. La preferenza del Ministero dell'Aeronautica di lasciare tentare il volo senza scalo ad una impresa commerciale, portò all'abbandono del tentativo verso la terza settimana di maggio del 1919, quando ripresero i collaudi di volo. Durante i test la macchina è stata pilotata da diversi piloti esperti di idrovolanti, inclusi i maggiori Arthur Cooper, T. D. Hallam, B. D. Hobbs e Wright, oltre al colonnello .C. Porte.

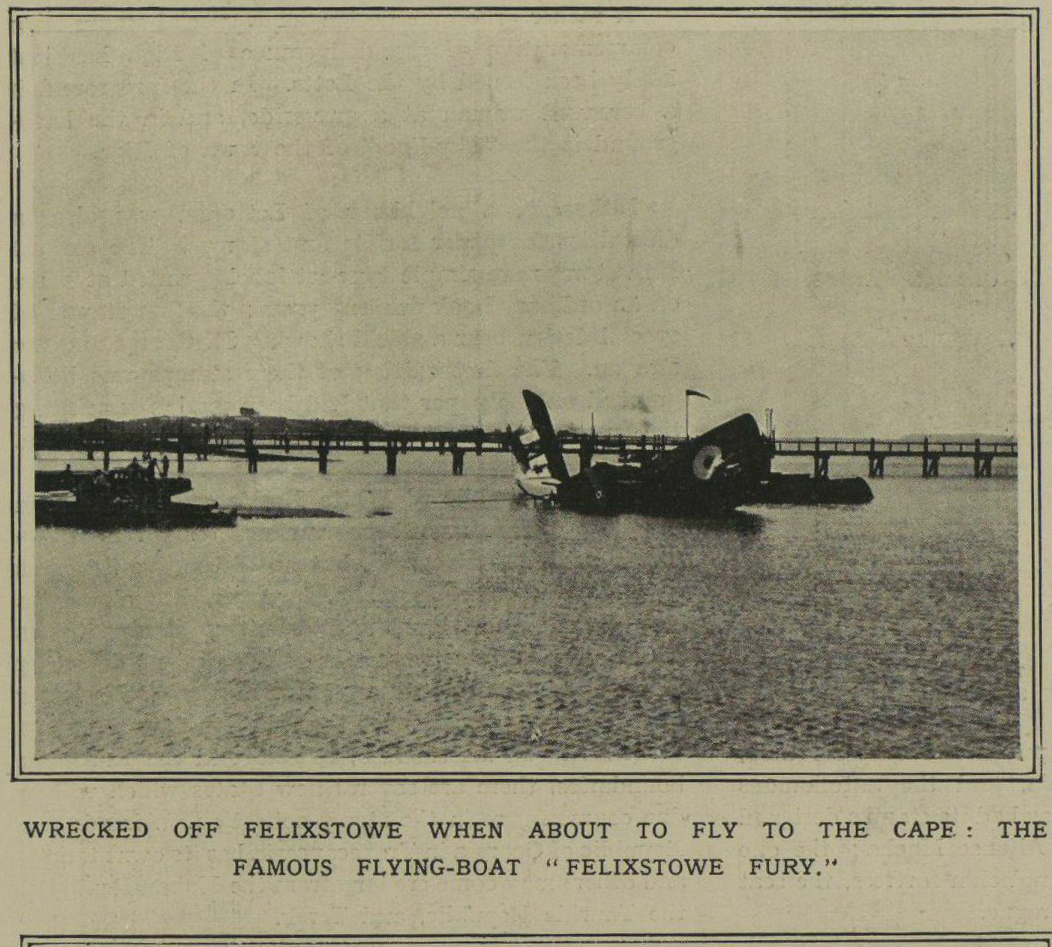
Un ritaglio dal The Illustrated London News del 16 agosto 1919, che mostra il relitto del Fury mentre viene trascinato verso uno scalo di alaggio presso la Seaplane Experimental Station.

La prima traversata atlantica del Curtiss NC-4, iniziata l'8 maggio, raggiunse Lisbona il 27 maggio 1919, arrivando a Plymouth il 31 con grande clamore come primo volo dal Nord America (Stati Uniti d'America, Canada e Terranova) alla Gran Bretagna e all'Irlanda. La prima traversata atlantica senza scalo di Alcock e Brown seguì poche settimane dopo, utilizzando un Vickers Vimy modificato, atterrando a Clifden, Irlanda, il 15 giugno.
Furono quindi  studiati piani per un altro volo a lunga distanza, questa volta per il volo di 8.000 miglia (12.875 km) dall'Inghilterra a Città del Capo, in Sudafrica, via Gibilterra, Malta, Alessandria, Khartoum, Lago Vittoria, Lago Tanganica, Lago Nyassa, Beira e Durban. Questo doveva iniziare il 12 agosto 1919 da Plymouth, depositi di rifornimenti furono istituiti durante tutto il viaggio, supportati da dettagliati rapporti meteorologici. Gli ultimi preparativi furono fatti l'11 agosto a Felixstowe quando l'aereo scivolò lateralmente a bassa quota e si schiantò a 90 miglia orarie poco dopo il decollo, distruggendosi all'impatto. L'incidente avvenne nel porto, a circa 500 iarde dalla costa, e vi assistette una grande folla di vacanzieri.
Nonostante i tentativi di salvataggio, uno dei sette membri dell'equipaggio (operatore radio Lt SES McLeod), rimase legato al suo sedile e annegò. I membri dell'equipaggio sopravvissuti salvati dalle pinnace erano: l'ufficiale responsabile, il colonnello T.S.M. Fellowes, i piloti, il maggiore E.R. Moon e il capitano C.L. Scott, l'ingegnere capo, il tenente J.F. Armitt e i meccanici, W/O J.G. Cockburn e W/O H.S. Locker. Il corpo di McLeod fu recuperato dopo il salvataggio e il relitto fu infine rimorchiato a riva.
L'incidente fu una sorpresa poiché il Fury era stato sottoposto a esaustivi collaudi nelle 12 settimane precedenti al volo, superando le aspettative degli equipaggi che avevano piena fiducia nell'aereo. I test di volo erano conformi ai margini di sicurezza della Royal Air Force, tuttavia il capo di stato maggiore dell'aeronautica, il vice maresciallo dell'aria Hugh Trenchard, considerò il viaggio come un test di affidabilità del servizio e non furono pubblicati dettagli del progetto.
Lo F.4 Fury fu l'ultimo aereo progettato da Porte a Felixstowe; smobilitato, aveva già lasciato la Royal Air Force per andare a lavorare come capo progettista presso la Gosport Aircraft Company, il cui direttore era un suo vecchio amico, Herman Volk. Senza Porte e il Chief Technical Officer John Douglas Rennie a supervisionare, il Fury potrebbe essere stato caricato in modo errato modificandone il centro di gravità. Il maggiore Moon ai comandi apparentemente lasciò l'acqua prima della velocità di volo sicura, e con insufficiente potenza rimasta da cui attingere l'aereo andò in stallo.
Due mesi dopo la distruzione della Fury, John Cyril Porte morì improvvisamente di tubercolosi polmonare, il 22 ottobre 1919, all'età di 35 anni.

## Versioni
- Gosport G9: versione commerciale non realizzata del Fury, progettata principalmente per il trasporto di posta e merci di valore su lunghe distanze via mare, per 10-12 passeggeri e tre membri dell'equipaggio, con un peso a pieno carico di 28-29.000 libbre e 3.100 libbre di carico. Dotato di tre motori Rolls-Royce Condor in una configurazione con due trattivi e uno spingente in posizione centrale, come originariamente previsto per il Fury, due motori Cosmos Hercules da 1000 hp o quattro motori Napier Lion da 450 hp in coppie push-pull.[3] Il design era simile alla variante G5 di Porte del Felixstowe F.5.[3]

## Utilizzatori
Regno Unito
- Royal Air Force